# 1001 alb, která musíte slyšet, než umřete
1001 alb, která musíte slyšet, než umřete (anglicky 1001 Albums You Must Hear Before You Die) je kniha, kterou poprvé v roce 2005 vydal její šéfeditor Robert Dimery v knižním vydavatelství Quintessence. V tomto vydání a reedicích z let 2007, 2008 a 2009 v knize vychází upravený seznam hudebních alb, které byly vydány mezi lety 1955 až 2008. Seznam je publikován v chronologii podle let. Začíná albem In the Wee Small Hours od Franka Sinatry a končí albem Oracular Spectacular od brooklynského dua MGMT.
Publicista na volné noze, Robert Dimery, který žije v Londýně, pracoval pro časopisy jako jsou Time Out a Vogue. Autor předmluvy knihy, Michael Lyndon, je jedním ze zakladatelů časopisu Rolling Stone, je autorem mnoha profilů a biografií známých osobností (Paul McCartney, John Lennon, B. B. King, Johnny Cash, Ray Charles, jako novinář doprovázel na turné skupinu The Rolling Stones a další), v roce 2003 vydal svůj sborník textů o rockové hudbě pod názvem Flashback. Každé album seznamu je komentováno krátkou esejí, kterou napsal některý z významných hudebních kritiků (je jich více než devadesát, jsou dopisovateli časopisů zabývajících se moderní kulturou: Allmusic, Kerrang!, Q, Spin, Rolling Stone, Record Collector, Beat, Melody Maker, Music Week, Billboard a dalších). U jednotlivých profilů se nachází vyobrazení obalů, u většiny článků jsou ilustrační fotografie interpretů, citace, údaje o produkci, vydavatelství, celkové délce nahrávek a pododobně.
Žánrově v seznamu převládají rocková a popová alba ze západní produkce, ale je v něm výběr z nahrávek jazzu, blues, R&B, world music, country, elektronické hudby nebo také hiphopu. Rockový a popový žánr zahrnuje i jeho subžánry, jako jsou punk rock, grindcore, heavy metal, alternativní rock, progresivní rock, hudbu k poslechu a rock and roll padesátých let.